# Lanna (Lekeberg)
Lanna è un'area urbana della Svezia situata nel comune di Lekeberg, contea di Halland.
La popolazione rilevata nel censimento 2010 era di 537 abitanti .